# Liste der Stolpersteine in Leverkusen
Die Liste der Stolpersteine in Leverkusen enthält Stolpersteine, die im Rahmen des gleichnamigen Kunst-Projekts von Gunter Demnig in Leverkusen verlegt wurden. Mit ihnen soll Opfern des Nationalsozialismus gedacht werden, die in Leverkusen lebten und wirkten.

## Liste der Stolpersteine
| Adresse                                    | Person                      | Inschrift | Bild | Bemerkungen |
| ------------------------------------------ | --------------------------- | --- | --- | --- |
| Auestraße 12 ⊙                             | Karl Ohm                    | Hier wohnte Karl Ohm Jg. 1890 Gestapohaft 1937 überführt nach: KZ Buchenwald Schicksal ? | | |
| Bebelstraße 56 ⊙                           | Max Benjamin                | Hier wohnte Max Benjamin Jg. 1878 verhaftet 1944 Sachsenhausen Zwangsarbeit 1945 Sammellager Schulstrasse Berlin befreit                                                                          | | Geboren 1878 in Posen, lebte Benjamin seit 1905 in Küppersteg. Von Beruf war er Gießereiarbeiter, viele Jahre arbeitete er in der Firma Cornelius Schmidt. Seit 1906 war Max Benjamin mit Theresia Steinberg aus Schlebusch verheiratet. Vermutlich anlässlich der Heirat trat er vom Judentum zum Christentum über. Das Ehepaar hatte sechs Kinder. Bis zuletzt lebte die Familie im Haus Bebelstraße 56. Nach der nationalsozialistischen Ideologie trotz Taufe als Jude geltend, war er – wie er selbst berichtete – während der NS-Zeit unter ständiger Beobachtung und Demütigungen ausgesetzt. Nach einer Zeit der Arbeitslosigkeit war er seit 1939 bei der Firma Cornelius Schmidt beschäftigt. In den letzten Kriegsjahren wurden die Verfolgungen verschärft: 1944 wurde er an seiner Arbeitsstelle verhaftet und zunächst im Konzentrationslager Sachsenhausen (Oranienburg), dann im Sammellager Schulstraße (Berlin) zum „Arbeitseinsatz“ festgehalten. Nach Kriegsende kehrte Max Benjamin zu Fuß nach Leverkusen zurück. Von den Entbehrungen der Verfolgungszeit hat er sich nie mehr ganz erholen können. Er starb 1953 in Leverkusen. |
| Bürgerbuschweg 16 ⊙                        | Wilhelmine Hülstrunk        | Hier wohnte Wilhelmine Hülstrunk Jg. 1906 Eingewiesen 1933 Heilanstalt Galkhausen 'Verlegt' 2.5.1941 Hadamar Ermordet 2.5.1941 'Aktion T4'                                                        | Stolperstein für Wilhelmine Hülstrunk, Bürgebuschweg 16, Leverkusen | Wilhelmine Hülstrunk wurde am 21. April 1906 als sechstes Kind des Webers Wilhelm Hülstrunk und seiner Frau Anna geboren. Die Familie lebte in Fixheide, das Wohnhaus stand auf dem Gelände, auf dem heute die Grundstücke Bürgerbuschweg 14 und 16 liegen. Über Wilhelmine Hülstrunks Leben ist nur wenig bekannt. Ab 1930 war sie Patientin der Provinzial-Heil- und Pflegeanstalt Grafenberg (Düsseldorf), 1933 wurde sie in die Anstalt Galkhausen verlegt. Am 2. Mai 1941 wurde sie mit 89 weiteren Patienten nach Hadamar transportiert und in der dortigen Anstalt noch am selben Tag ermordet. Hadamar war eine der sechs „Euthanasie“-Tötungsanstalten, in denen in Rahmen der „Aktion T4“ Menschen mit psychischen Erkrankungen und Behinderungen ermordet wurden. Wie bei vielen anderen Krankenmorden wurden auch die Angehörigen von Wilhelmine Hülstrunk mit gefälschten Schreiben über Ursache, Datum und Ort des Todes getäuscht. |
| Feldstraße 15 ⊙                            | Friedrich-Wilhelm Schütters | Hier wohnte Friedrich-Wilhelm Schütters Jg. 1895 1937 Gestapohaft deportiert Buchenwald überlebt                                                                                                  | Stolperstein für Friedrich-Wilhelm Schütters, Feldstr. 15, Leverkusen | |
| Friedenberger Straße 12 ⊙                  | Irmgard Weiler              | Hier wohnte Irmgard Weiler Jg. 1907 deportiert 1941 Łodz ??? | Stolperstein für Irmgard Weiler, Friedenberger Straße 12, Leverkusen | Irmgard Anni Weiler wurde am 4. Dezember 1907 in Bonn geboren und war wohnhaft in Opladen und Leverkusen. Am 27. Oktober 1941 wurde sie von Düsseldorf in das Ghetto Lodz und im September 1942 in das Vernichtungslager Chelmno deportiert, wo sie auch im September 1942 getötet wurde. |
| Friedenberger Straße 12 ⊙                  | Max Weiler                  | Hier wohnte Dr. Max Weiler Jg. 1872 deportiert 1941 Łodz ermordet 18.5.1942 | Stolperstein für Dr. Max Weiler, Friedenberger Straße 12, Leverkusen | Max Weiler wurde am 28. Juni 1872 in Brakel geboren und war wohnhaft in Opladen, Bielefeld und Leverkusen. Am 27. Oktober 1941 wurde er von Düsseldorf in das Ghetto Lodz deportiert, wo er am 18. Mai 1942 verstarb. |
| Gezelinallee 65 ⊙                          | Bertha Herweg               | Hier wohnte Bertha Herweg geb. Schenkel Jg. 1913 deportiert 1943 Kosmanos ermordet 18.05.1944 | Bild gesucht Der Benutzer Bilderlingshof wünscht sich an dieser Stelle ein Bild vom Ort mit diesen Koordinaten 51.036647 7.043749 . Motiv: Gezelinallee 65, der Stolperstein für Berta Herweg, die Lage und das Haus Falls du dabei helfen möchtest, erklärt die Anleitung , wie das geht. BW                             | Durch Depressionen in den Tod Bertha Herweg, geborene Schenkel, wird 1913 in Wiesdorf als jüngste Tochter von Wilhelm und Gertrud Schenkel in eine deutsch-katholische Familie hineingeboren. Sie besucht die Volksschule und heiratet im Alter von 20 Jahren den vier Jahre älteren Maschinenschlosser Josef Herweg. Gemeinsam wohnen sie in der Hans-Schemmer-Straße 61, heute Gezelinallee 65, in Schlebusch. Bertha bekommt zwei Söhne. Nach der Geburt des zweiten Sohnes wird Bertha Herweg krank, sie leidet an Depressionen. Sie wird daraufhin in mehrere psychiatrische Heilanstalten eingewiesen – in dieser Zeit ein lebensgefährlicher Ort, denn die Nationalsozialisten ermorden psychisch Kranke systematisch. 1939 veranlasst ihr Ehemann Josef Herweg ein psychiatrisches Gutachten, was sie zwei Tage nach der Untersuchung in die Landesklinik Großschweidnitz in Sachsen bringt. Die Ärzte beschreiben Bertha Herweg als eine verwirrte und verängstigte Frau, die sich zudem an Besucher klammert, da sie das medizinische Personal für getarnte Nationalsozialisten hält. Vier Jahre verbringt sie in der Psychiatrie, bis sie in die Anstalt Kosmanos in der Nähe von Prag verschleppt wird. Hier stirbt sie im Mai 1944 – angeblich an einer ‘’Lungenentzündung’’. Josef veranlasst bereits 1939 die Scheidung von Bertha. Schon wenige Wochen nach ihrer Verschleppung nach Kosmanos heiratet Josef die Witwe Ida Jaeschke, welche einen Sohn mit in die neue Ehe bringt. Die Nachricht von Berthas Tod erreicht die Angehörigen erst Wochen später per Post. Ihr Stolperstein wird am 27. Mai 2005 vor dem ehemaligen Standort des Wohnhauses in Schlebusch verlegt, wo er bis heute an sie als einer der mindestens 216.000 Krankenmorde der Nationalsozialisten erinnert. Erstellt vom Lise-Meitner-Gymnasium Leverkusen |
| Hauptstraße 72 ⊙                           | Otto Simon                  | Hier wohnte Otto Simon Jg. 1904 Flucht 1935 Holland Verhaftet 1943 in Amsterdam Ermordet in Auschwitz                                                                                             | Stolperstein für Otto Simon, Hauptstr. 72, Leverkusen | Karl Otto Simon wurde am 3. Dezember 1904 in Hannover geboren und war wohnhaft in Leverkusen und Düsseldorf. Er emigrierte im Juni 1935 in die Niederlande und wurde von dort 1943 in das Konzentrationslager Auschwitz deportiert. Er wurde zum 31. Januar 1944 für tot erklärt. |
| Hauptstraße 94 ⊙                           | Karl Levy                   | Hier wohnte Karl Levy Jg. 1871 Deportiert 1942 Theresienstadt ??? | Stolperstein für Karl Levy, Hauptstr. 94, Leverkusen | Karl Levy wurde am 13. Dezember 1871 in Oberwinter geboren und wahr wohnhaft in Köln und Leverkusen. Er wurde am 15. Juni 1942 aus Köln in das Ghetto Theresienstadt doportiert. Zum 21. November 1943 wurde er für tot erklärt. |
| Hauptstraße 94 ⊙                           | Lina Levy                   | Hier wohnte Lina Levy Jg. 1872 Deportiert 1942 Theresienstadt ? Auschwitz? ??? | Stolperstein für Lina Levy, Hauptstr. 94, Leverkusen | Lina Levy wurde am 9. Juli 1872 in Vettweiß geboren. Sie war wohnhaft in Köln. Sie wurde am 15. oder 16. Juni 1942 ab Köln in das Ghetto Theresienstadt und weiter am 15. Mai 1944 in das Vernichtungslager Auschwitz deportiert. Sie wurde für tot erklärt. |
| Hüscheider Straße 12 ⊙                     | Art(h)ur Schmitz            | Hier wohnte Artur Schmitz Jg. 1900 Zuchthaus 33 und 35 Heilanstalt Galkhausen Tot am 22.1.1944 in einer Heilanstalt in Sachsen                                                                    | | |
| Kanalstraße 74 ⊙                           | Paula Schulte               | Hier wohnte Paula Schulte geb. Meier Jg. 1886 deportiert Riga verschollen | | Paula Schulte wurde am 4. Februar 1886 in Opladen geboren und war wohnhaft in Opladen und Wallerstein. Sie wurde am 11. Dezember 1941 von Düsseldorf in das Ghetto Riga deportiert. |
| Kölner Straße ⊙                            | Peter Neuenheuser           | Hier wohnte Peter Neuenheuser Jg. 1877 zwangspensioniert Gestapohaft tot 6. 2. 1940 | | |
| Kölner Straße 15 ⊙                         | Albert Joseph               | Hier wohnte Albert Joseph Jg. 1881 ausgewiesen 1939 deportiert Majdanek ? | | Albert Joseph wurde am 8. Juni 1881 in Nettesheim-Butzheim geboren und war wohnhaft in Opladen, Köln und Leverkusen. Er emigrierte am 12. Oktober 1939 nach Belgien und wurde vom 12. Oktober 1939 – 20. November 1939 in Vorst im Gefängnis inhaftiert. Am 10. oder 15. Mai 1940 wurde er in das Sammellager Drancy und am 4. März 1943 in das Konzentrations- und Vernichtungslager Lublin-Majdanek deportiert, wo er zu Tode kam. |
| Kölner Straße 22 ⊙                         | Antonie Benjamin            | Hier wohnte Antonie Benjamin Jg. 1880 deportiert 1941 Łodz für tot erklärt | | |
| Kölner Straße 22 ⊙                         | Emma Benjamin               | Hier wohnte Emma Benjamin Jg. 1883 deportiert 1941 Łodz für tot erklärt | | Emma Benjamin wurde am 26. Mai 1883 in Aschendorf geboren und war wohnhaft in Papenburg, Opladen und Köln. Sie wurde von Köln am 22. Oktober 1941 in das Ghetto Litzmannstadt und am 5. Mai 1942 in das Vernichtungslager Chelmno deportiert. Sie wurde für tot erklärt. |
| Kölner Straße 22 ⊙                         | Helene Benjamin             | Hier wohnte Helene Benjamin Jg. 1874 deportiert 1941 Łodz für tot erklärt | | Helene Benjamin wurde am 19. August 1874 in Aschendorf geboren und war wohnhaft in Papenburg, Opladen und Köln. Sie wurde von Köln am 22. Oktober 1941 in das Ghetto Litzmannstadt und am 5. Mai 1942 in das Vernichtungslager Chelmno deportiert. Sie wurde für tot erklärt. |
| Kölner Straße 54 ⊙                         | Günter Salomon              | Hier wohnte Günter Salomon Jg. 1917 deportiert 1941 Tod in Łodz | | Günter Salomon wurde am 20. Oktober 1927 in Opladen geboren und war dort wohnhaft. Er wurde am 27. Oktober 1941 von Düsseldorf in das Ghetto Lodz und im September 1942 in das Vernichtungslager Chelmno deportiert deportiert, wo er im September 1942 zu Tode kam. |
| Kölner Straße 54 ⊙                         | Siegmund Salomon            | Hier wohnte Siegmund Salomon Jg. 1883 deportiert 1941 Tod in Łodz | | Siegmund Salomon wurde am 14. Dezember 1883 in Opladen geboren und war dort wohnhaft. Vom 17. November 1938 – 15. Dezember 1938 war er im Konzentrationslager Dachau inhaftiert. Er wurde am 27. Oktober 1941 von Düsseldorf in das Ghetto Lodz und im September 1942 in das Vernichtungslager Chelmno deportiert deportiert, wo er im September 1942 zu Tode kam. |
| Kölner Straße 54 ⊙                         | Sophia Salomon              | Hier wohnte Sophia Salomon geb. Herz Jg. 1883 deportiert 1941 Tod in Łodz | | Sophia Salomon wurde 4. April 1883 in Flamersheim geboren und war wohnhaft in Opladen. Sie wurde am 27. Oktober 1941 von Düsseldorf in das Ghetto Lodz und im September 1942 in das Vernichtungslager Chelmno deportiert deportiert, wo sie im September 1942 zu Tode kam. |
| Lützenkirchener Straße 16 ⊙                | Fritz Vollerthun            | Hier wohnte Fritz Vollerthun Jg. 1901 Im Widerstand/KPD Verhaftet 1935 Vorbereitung 'Hochverrat' Zuchthaus Lüttringhausen 1942 denunziert/verhaftet Zuchthaus Brandenburg Hingerichtet 11.10.1943 | | Geboren 1901 in Elbing (Westpreußen) kam Vollerthun mit seinem Vater nach dem Ersten Weltkrieg nach Wiesdorf. Vater und Sohn wohnten zunächst an der Düsseldorfer Straße 73, nach der Heirat mit Agnes Schmitz aus Quettingen im Jahr 1923 zog das Ehepaar Vollerthun an die Jakobistraße nach Quettingen. Dort arbeitete Fritz Vollerthun als Schweißer. Ende der 1920er Jahre wurde er Mitglied der KPD, ab dem 5. Januar 1933 war er für die KPD Mitglied der Opladener Stadtverordnetenversammlung. 1934 wurde Vollerthun wegen „Verbreitung illegaler kommunistischer Hetzschriften“ zu zwei Jahren und drei Monaten Zuchthaus verurteilt. 1937 kehrte er nach Quettingen zurück und fand als Schweißer wieder Arbeit bei der Firma Werner & Co. 1942 wurde er wegen „staatsfeindlicher und wehrkraftzersetzender Propaganda“ und „Hören feindlicher Rundfunksender“ denunziert und verhaftet. Am 14. Mai 1943 verurteilte der Volksgerichtshof in Berlin ihn mit seinem Schwager wegen Vorbereitung zum Hochverrat zum Tode. Am 11. Oktober 1943 wurde Vollerthun im Zuchthaus Brandenburg-Görden hingerichtet. |
| Lützenkirchener Straße 46 ⊙                | Gustav Carl                 | Hier wohnte Gustav Carl Jg. 1895 deportiert Riga verschollen | Stolperstein für Gustav Carl, Lützenkirchener Str. 46, Leverkusen | |
| Lützenkirchener Straße 46 ⊙                | Henriette Carl              | Hier wohnte Henriette Carl geb. Meyer Jg. 1893 deportiert Riga verschollen | Stolperstein für Henriette Carl, Lützenkirchener Str. 46, Leverkusen | |
| Lützenkirchener Straße 46 ⊙                | Else Carl                   | Hier wohnte Else Carl Jg. 1924 deportiert 1941 Riga tot 1.10.1942 Stutthof | Stolperstein für Else Carl, Lützenkirchener Str. 46, Leverkusen | |
| Rheinstraße 48 ⊙                           | Alfred Maier                | Hier wohnte Alfred Maier Jg. 1900 deportiert Riga für tot erklärt | Bild gesucht Der Benutzer GeorgDerReisende ( Diskussion ) wünscht sich an dieser Stelle ein Bild vom Ort mit diesen Koordinaten 51.06117 6.91388 . Motiv: Rheinstraße 48, die Stolpersteine für die Familie Maier, die Lage und das Haus Falls du dabei helfen möchtest, erklärt die Anleitung , wie das geht. BW         | Alfred Maier wurde am 19. Februar 1900 in Hitdorf geboren und war wohnhaft in Hitdorf und Monheim. Er war vom 17. November 1938 bis zum 30. Dezember 1938 im Konzentrationslager Dachau inhaftiert. Er wurde von Düsseldorf am 11. Dezember 1941 in das Ghetto Riga deportiert. |
| Rheinstraße 48 ⊙                           | Elsa Maier                  | Hier wohnte Elsa Maier Jg. 1898 deportiert Riga für tot erklärt | Bild gesucht Die Wikipedia wünscht sich an dieser Stelle ein Bild vom hier behandelten Ort. Weitere Infos zum Motiv findest du vielleicht auf der Diskussionsseite . Falls du dabei helfen möchtest, erklärt die Anleitung , wie das geht. BW                                                                             | Elsa Maier wurde am 10. April 1898 in Hitdorf geboren und war wohnhaft in Hitdorf und Monheim. Sie wurde von Düsseldorf am 11. Dezember 1941 in das Ghetto Riga und am 1. Oktober 1944 in das Konzentrationslager Stutthof deportiert. |
| Rheinstraße 48 ⊙                           | Simonsally Maier            | Hier wohnte Simonsally Maier Jg. 1903 'Schutzhaft' 1938 Dachau Flucht England USA | Bild gesucht Die Wikipedia wünscht sich an dieser Stelle ein Bild vom hier behandelten Ort. Weitere Infos zum Motiv findest du vielleicht auf der Diskussionsseite . Falls du dabei helfen möchtest, erklärt die Anleitung , wie das geht. BW                                                                             | |
| Schießbergstraße 92                        | Helene Nathan               | | Bild gesucht Der Benutzer GeorgDerReisende ( Diskussion ) wünscht sich an dieser Stelle ein Bild vom Ort mit diesen Koordinaten 51.028253 6.980485 . Motiv: Schießbergstraße 92, die Stolpersteine für die Familie Nathan, die Lage und das Haus Falls du dabei helfen möchtest, erklärt die Anleitung , wie das geht. BW | Helene Nathan wurde am 10. September 1887 in Kerpen geboren und war wohnhaft in Leverkusen und Köln. Sie wurde von Köln am 30. Oktober 1941 in das Ghetto Litzmannstadt deportiert wo sie auch verstorben ist. Sie wurde für tot erklärt. |
| Schießbergstraße 92                        | Julius Friedrich Nathan     | | Bild gesucht Die Wikipedia wünscht sich an dieser Stelle ein Bild vom hier behandelten Ort. Weitere Infos zum Motiv findest du vielleicht auf der Diskussionsseite . Falls du dabei helfen möchtest, erklärt die Anleitung , wie das geht. BW                                                                             | Julius Friedrich Nathan wurde am 21. Juli 1888 in Eiserfey geboren und wahr wohnhaft in Leverkusen und Köln. Er wurde von Köln am 30. Oktober 1941 in das Ghetto Litzmannstadt und in das Vernichtungslager Chelmno deportiert, wo er auch verstarb. Er wurde für tot erklärt. |
| Walter-Flex-Straße 6 ⊙                     | Leo Rosenthal               | Hier wohnte Dr. Leo Rosenthal Jg. 1886 Tot 27.2.1939 Opfer des Pogrom 1938 | | Leo Rosenthal wurde am 20. Februar 1886 in Halle geboren und war wohnhaft in Leverkusen. Er war im Konzentrationslager Dachau vom 17. November – 12. Dezember 1938 inhaftiert. Er wählte am 27. Februar 1939 den Freitod. |
| Walter-Flex-Straße 6 ⊙                     | Käthe Rosenthal             | Hier wohnte Käthe Rosenthal Geb. Lustig Jg. 1890 deportiert 1941 Łodz ??? | | Käthe Lustig wurde am 7. Dezember 1890 in Berlin geboren und wahr wohnhaft in Opladen, Leverkusen und Wiesdorf. Sie wurde ab Düsseldorf am 27. Oktober 1941 in das Ghetto Lodz und am 7. Mai 1942 in das Vernichtungslager Chelmno deportiert, wo sie am 8. Mai 1942 auch verstarb. |
| Wiesenstraße 65 ⊙                          | Abraham Herz                | Hier wohnte Abraham Herz Jg. 1874 interniert 1942 Köln-Müngersdorf Fort V tot 15. 9. 1942 | Bild gesucht Der Benutzer GeorgDerReisende ( Diskussion ) wünscht sich an dieser Stelle ein Bild vom Ort mit diesen Koordinaten 51.05658 6.9237 . Motiv: Wiesenstraße 65, die Stolpersteine für die Familie Herz, die Lage und das Haus Falls du dabei helfen möchtest, erklärt die Anleitung , wie das geht. BW          | Abraham Herz wurde am 2. März 1874 in Hitdorf geboren und war dort auch wohnhaft. Er wurde in das Sammellager Müngersdorf deportiert, wo er am 15. September 1942 verstarb. |
| Wiesenstraße 65 ⊙                          | Frieda Herz                 | Hier wohnte Frieda Herz geb. Bierig Jg. 1879 deportiert 1942 Theresienstadt 1944 Auschwitz ermordet                                                                                               | Bild gesucht Die Wikipedia wünscht sich an dieser Stelle ein Bild vom hier behandelten Ort. Weitere Infos zum Motiv findest du vielleicht auf der Diskussionsseite . Falls du dabei helfen möchtest, erklärt die Anleitung , wie das geht. BW                                                                             | Frieda Bierig wurde am 7. März 1879 in Flehingen geboren und wahr wohnhaft in Köln. Sie wurde am 2. Oktober 1942 in das Ghetto Theresienstadt und am 23. Oktober 1944 in das Konzentrationslager Auschwitz deportiert. |
| Wiesenstraße 65 ⊙                          | Simon Philipp Herz          | Hier wohnte Simon Philipp Herz Jg. 1906 Flucht 1933 Argentinien | Bild gesucht Die Wikipedia wünscht sich an dieser Stelle ein Bild vom hier behandelten Ort. Weitere Infos zum Motiv findest du vielleicht auf der Diskussionsseite . Falls du dabei helfen möchtest, erklärt die Anleitung , wie das geht. BW                                                                             | |
| Wiesenstraße 65 ⊙                          | Therese Herz                | Hier wohnte Therese Herz verh. Cohn Jg. 1907 deportiert 1941 Riga ermordet | Bild gesucht Die Wikipedia wünscht sich an dieser Stelle ein Bild vom hier behandelten Ort. Weitere Infos zum Motiv findest du vielleicht auf der Diskussionsseite . Falls du dabei helfen möchtest, erklärt die Anleitung , wie das geht. BW                                                                             | |
| Wiesenstraße 65 ⊙                          | Regina Herz                 | Hier wohnte Regina Herz verh. Rosenthal Jg. 1911 Flucht Argentinien | Bild gesucht Die Wikipedia wünscht sich an dieser Stelle ein Bild vom hier behandelten Ort. Weitere Infos zum Motiv findest du vielleicht auf der Diskussionsseite . Falls du dabei helfen möchtest, erklärt die Anleitung , wie das geht. BW                                                                             | |
| Am Scherfenbrand 16, ehemals Sandstraße 16 | Franz Kail                  | Hier wohnte Franz Kail | Bild gesucht Der Benutzer GeorgDerReisende ( Diskussion ) wünscht sich an dieser Stelle ein Bild vom Ort mit diesen Koordinaten 51.030179 7.047246 . Motiv: Am Scherfenbrand 16, der Stolperstein für Franz Kail, die Lage und das Haus Falls du dabei helfen möchtest, erklärt die Anleitung , wie das geht. BW          | Franz Kail hatte den Beruf des Sensenschmieds erlernt und engagierte sich nach Ende des Ersten Weltkriegs in der Gewerkschaftsbewegung und in der kommunistischen Partei. Er wurde Gemeindevertreter der selbständigen Gemeinde Schlebusch. Seit 1933 wurde er mehrfach verhaftet. Bis zu seiner Flucht 1938 in die Niederlande wohnte er in der Sandstraße. 1941 wurde er dort verhaftet und in das Konzentrationslager Sachsenhausen gebracht, wo er am 12. März 1942 den Misshandlungen erlag. |